# ألفرد برانسون
ألفرد برانسون هو محامي وسياسي أمريكي، ولد في 1793 في دانبري في الولايات المتحدة، وتوفي في 1882.